# 名誉刑
名誉刑（めいよけい）とは、犯罪者からその名誉に関わる権利や社会的地位を永久または一時的に奪うこと、又は公開の場で恥辱を与えることにより、犯罪者に精神的な苦痛を与える刑罰をいう。後者については恥辱刑とも言う。

## 名誉刑とは
名誉刑とは、17世紀頃より主にヨーロッパにおいて定められた刑罰であり、今日ではほとんど姿を消したが一部で執行される刑罰のひとつとなっている。
名誉刑の種類は、晒、烙印、入れ墨が用いられたが、今日では人権的見地から刑罰に用いられることはない。